# 大津市立瀬田北小学校
大津市立瀬田北小学校（おおつしりつせたきたしょうがっこう）は、滋賀県大津市にある公立小学校であり、大津市立瀬田北中学校に隣接する。なお、当校の児童数は1,000人を超える大規模校である。

## 沿革
- 1989年（平成元年）4月1日 - 大津市立瀬田小学校から分離し、開校。
- 2004年（平成16年）4月 - 児童数増加に伴い、校区の一部を瀬田小学校と大津市立瀬田東小学校へ変更[1]。
- 2019年（平成31年）4月 - 瀬田小学校と瀬田東小学校の校区の一部を再編入[1]。

## 基礎データ

### 象徴
- 校歌 - 作詞：新野理三郎、作曲：中井憲照[2]

### スローガン
- 教育理念 - 笑顔輝く瀬田北小学校 人は人の中で人となる〜わかる・できる・たのしい〜[3][4]
- 教育目標 - 自ら学び、心豊かで、主体的に行動できる児童の育成[4]

## 通学区域
- 大津市
  - 大萱一丁目 - 大萱七丁目・大将軍一丁目 - 大将軍三丁目と萱野浦の全域[5]

## 主な進学先
- 大津市立瀬田北中学校[5]

## アクセス
- JR琵琶湖線（東海道本線）瀬田駅
  - 同駅から近江鉄道バス。「瀬田北小学校」停留所下車、徒歩約2分[6]。
  - 同駅から徒歩約10分[6]。